# Перинная линия
Пери́нная ли́ния — линия в Центральном районе Санкт-Петербурга. Проходит от Невского проспекта до улицы Ломоносова.
Перинной линией также называют линию Гостиного двора, выходящую на эту улицу.

## История

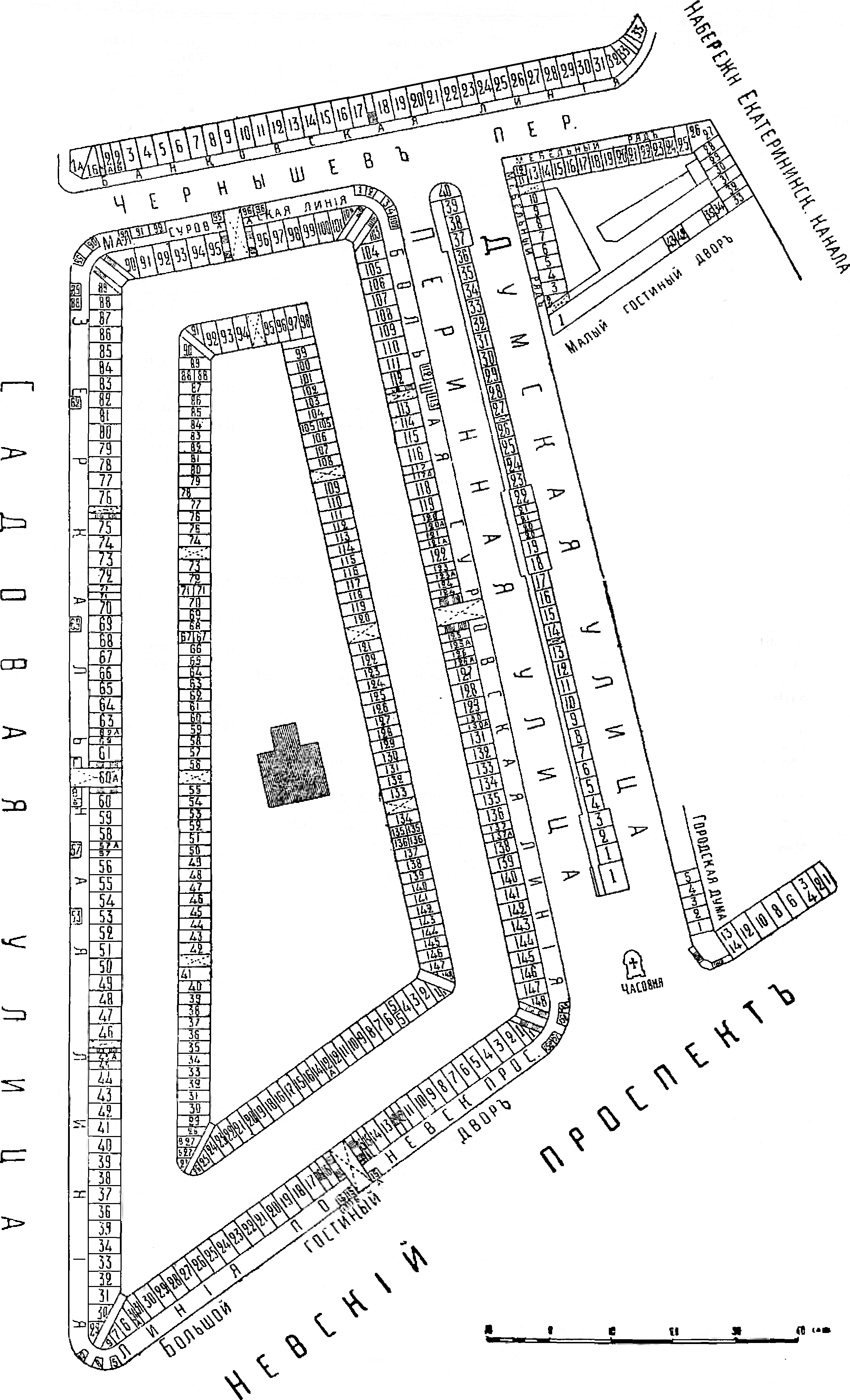
Перинная улица и Думская улица как самостоятельные проезды на общей схеме торговых мест Гостиного двора на 1917 год.

Возникла в 1776 году под названием Гостиная улица. На рубеже 1800-х годов вдоль Думской улицы по проекту Дж. Кваренги было построено здание торговых Перинных рядов (названных так в связи с продажей в некоторых лавках птичьего пера), разделившее её на две части. В 1802—1806 годах архитектор Луиджи Руска завершил торговые ряды колонным портиком, обращённым фасадом к Невскому проспекту.
С 1849 года называлась Суровской, или Большой Суровской, линией (по характеру продаваемого товара), а в 1882 году получила название Перинной линии — по зданию Перинных рядов. С 1889 года по 1930-е годы называлась Перинной улицей, затем опять была переименована в Перинную линию.
В 1963 году, в процессе строительства станции метро «Невский проспект», Перинные ряды были разобраны и Перинная линия вошла в состав Думской улицы, а в 2000—2002 годах здание Перинных рядов было восстановлено и Перинная линия возникла вновь.

## Здания
- Перинные ряды
- Гостиный двор
- Портик Руска